# Kanton Mont-de-Marsan-Nord
Kanton Mont-de-Marsan-Nord (francouzsky Canton de Mont-de-Marsan-Nord) je francouzský kanton v departementu Landes v regionu Akvitánie. Tvoří ho devět obcí.

## Obce kantonu
- Bostens
- Campet-et-Lamolère
- Gaillères
- Geloux
- Lucbardez-et-Bargues
- Mont-de-Marsan (severní část)
- Saint-Avit
- Saint-Martin-d'Oney
- Uchacq-et-Parentis